# Willmut Zschunke
Willmut Rolf Zschunke (* 29. Februar 1940 in Wuppertal; † 30. März 2021 in Darmstadt) war ein deutscher Elektroingenieur. Er war Professor am Fachbereich Elektrotechnik und Informationstechnik der Technischen Universität Darmstadt.

## Leben
Zschunke studierte Elektrotechnik an der Universität Stuttgart. 1964 schloss er sein Studium mit Diplom ab.
Am 15. Oktober 1965 heiratete er Rita Maria Ehlen, mit der er zwei Kinder hatte.
Am 29. März 1968 wurde Zschunke mit der Arbeit Impulsübertragung auf Pupinleitungen an der Uni Stuttgart zum Dr.-Ing. promoviert. 1972 folgte, ebenfalls an der Uni Stuttgart, die Habilitierung.
Zschunke stieg bei SEL AG in Stuttgart in leitende Position auf. Von dort wurde er zum 1. März 1979 an die TU Darmstadt berufen. Am Fachbereich Elektrische Nachrichtentechnik vertrat er das Gebiet Übertragungstechnik bis zu seinem Ruhestand.
Von November 1987 bis Ende 1990 leitete er zusätzlich das Forschungsinstitut der Deutschen Bundespost.
1997 wurde Zschunke von der  Polytechnischen Universität Bukarest  ein Ehrendoktor verliehen.
In den Jahren 1995/96 war er der letzte Dekan des Fachbereichs Elektrische Nachrichtentechnik und war maßgeblich beteiligt am Zusammenschluss mit dem Fachbereich für Daten- und Regelungstechnik zum neuen Fachbereich für Elektro- und Informationstechnik.
Seine Forschungsschwerpunkte lagen im Bereich der optischen Kommunikation, der Funkübertragung und der Videokodierung.
Im März 2005 wurde Zschunke in den Ruhestand verabschiedet.

## Trivia
Zschunke war Funkamateur. Sein Rufzeichen war DL9ZO. Außerdem war er auch Ski-Lehrer.